# 禁門の変
禁門の変（きんもんのへん）は、元治元年7月19日（1864年8月20日）に、京都で起きた武力衝突事件。蛤御門の変（はまぐりごもんのへん）、元治の変（げんじのへん）とも呼ばれる。
前年の八月十八日の政変により京都から追放されていた長州藩勢力が、会津藩主で京都守護職の松平容保らの排除を目指して挙兵し、京都市中において市街戦を繰り広げた事件。畿内における大名勢力同士の交戦は大坂夏の陣（1615年）以来であり、京都市中も戦火により約3万戸が焼失するなど、太平の世を揺るがす大事件であった。
大砲も投入された激しい戦闘の結果、長州藩勢力は敗北し、尊王攘夷派は真木保臣ら急進的指導者の大半を失ったことで、その勢力を大きく後退させられることとなった。一方、長州掃討の主力を担った一橋慶喜・会津藩・桑名藩の協調により、その後の京都政局が主導されることとなった。
禁門の変の後に、長州藩は「朝敵」となり、第一次長州征討が行われるが、その後も長州の政治的復権を狙って薩長同盟（1866年）が結ばれ、四侯会議（1867年）においても長州処分問題が主要な議題とされるなど、幕末の政争における中心的な問題となった。
「禁門の変」「蛤御門の変」の名称は、京都御所の門（禁門と呼ばれる）を中心に戦われたこと、中でも蛤御門周辺が最激戦地であったことによる。蛤御門は現在の京都御苑の西側に位置し、今も門の梁には当時の弾痕が残る。

## 戦前の経過
急進的な尊皇攘夷論を掲げ、京都政局を主導していた長州藩は、1863年（文久3年）に公武合体派である会津藩と薩摩藩らの主導による政変（八月十八日の政変）の結果、長州藩兵は任を解かれて京都を追放され、藩主の毛利慶親と子の毛利定広は国許へ謹慎を命じられるなど、政治的な主導権を失った。一方、京や大坂に潜伏した数名の長州藩尊攘派は、失地回復を目指して行動を続けていた。
先の政変により対外戦争も辞さぬ急進的な攘夷路線は後退したものの、朝廷はなお攘夷を主張し続け、1864年（元治元年）、横浜港の鎖港方針が朝幕双方によって合意された。しかし幕府内の対立もあって鎖港は実行されず、3月には鎖港実行を求めて水戸藩尊攘派が蜂起する（天狗党の乱）。こうした情勢のなか、各地の尊攘派の間で長州藩の京都政局への復帰を望む声が高まることとなった。
長州藩内においても、事態打開のため京都に乗り込み、武力を背景に長州の無実を訴えようとする進発論が論じられた。進発論を主張したのは来島又兵衛、真木保臣らであり、桂小五郎、高杉晋作、久坂玄瑞らは慎重な姿勢を取るべきと主張した。慎重論を重く見た長州藩は、率兵上京を延期する代わりに来島を視察の名目で京都に向かわせた。京都の長州藩邸に入った来島は、火消装束や鎖帷子などを購入し、会津藩主･松平容保への襲撃を企てるが、警備が厳重だったため実現しなかった。
そんな中、雄藩による参預会議が失敗に終わり、公武合体派の諸侯が相次いで京都を離れたため、これを好機と見た久坂と来島は強く進発論を訴えた。
そして、6月5日、池田屋事件で新選組に藩士を殺された変報が長州にもたらされると、藩論は一気に進発論に傾いていった。慎重派の周布政之助、高杉晋作や宍戸真澂らは藩論の沈静化に努めるが、福原元僴や益田親施、国司親相の三家老等の積極派は、「藩主の冤罪を帝に訴える」ことを名目に挙兵を決意。益田、久坂らは山崎天王山、宝山に、国司、来島らは嵯峨天龍寺に、福原元僴は伏見長州屋敷に兵を集めて陣営を構えた。
6月24日、久坂は長州藩の罪の回復を願う嘆願書を朝廷に奉った。長州に同情し寛大な措置を要望する他藩士や公卿もいたが、薩摩藩士・吉井幸輔、土佐藩士・乾正厚、久留米藩士・大塚敬介、田中紋次郎は議して、長州藩兵の入京を阻止せんとの連署の意見書を、7月17日朝廷に建白した。
朝廷内部では長州勢の駆逐を求める強硬派と宥和派が対立し、18日夜には有栖川宮幟仁・熾仁両親王、中山忠能らが急遽参内し、長州勢の入京と松平容保の追放を訴えた。禁裏御守衛総督・徳川慶喜は長州藩兵に退去を呼びかけるが、一貫して会津藩擁護の姿勢を取る孝明天皇に繰り返し長州掃討を命じられ、最終的に強硬姿勢に転じた。久坂は朝廷の退去命令に従おうとするも、来島、真木らの進発論に押され、やむなく挙兵した。

## 戦闘経過

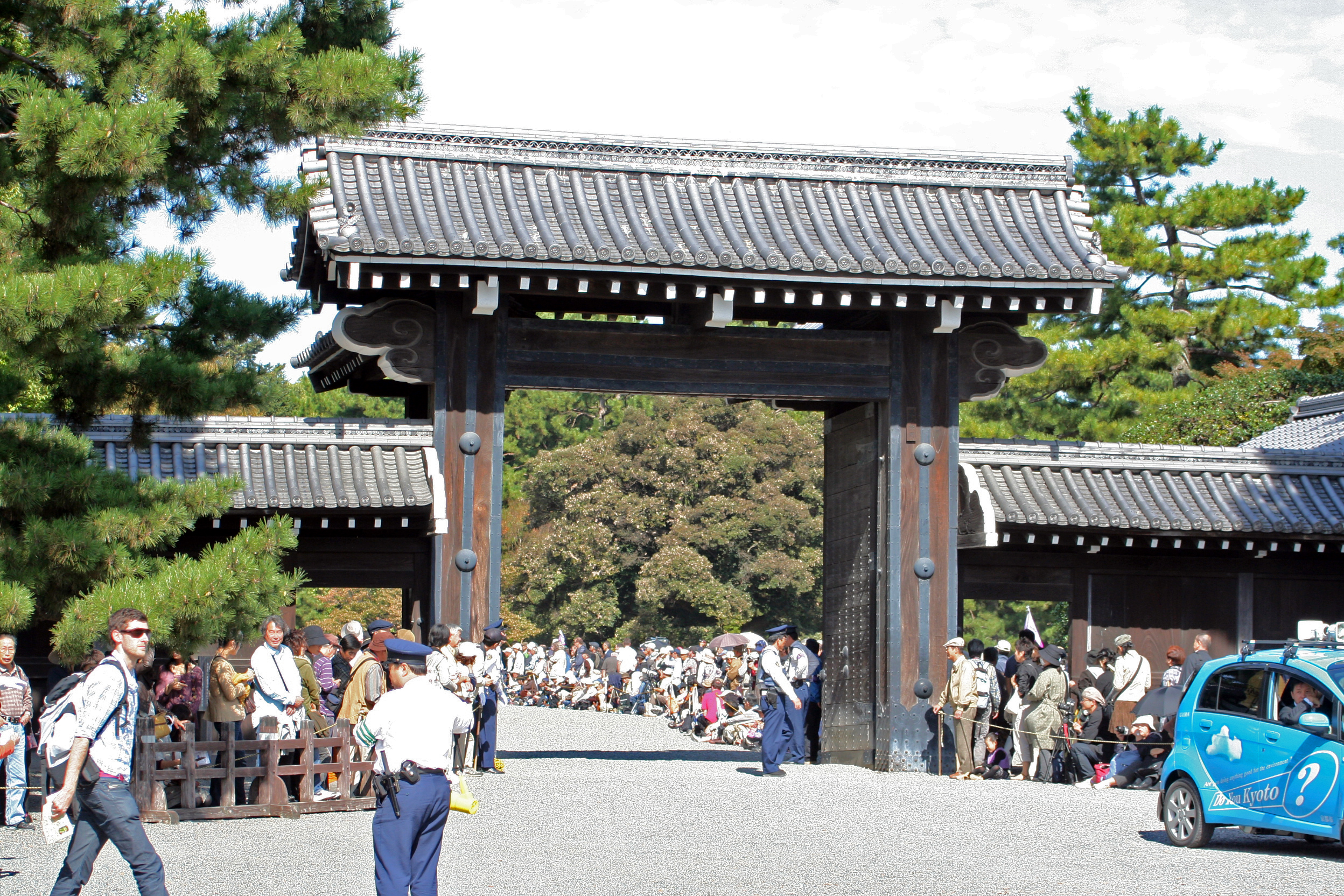
堺町御門

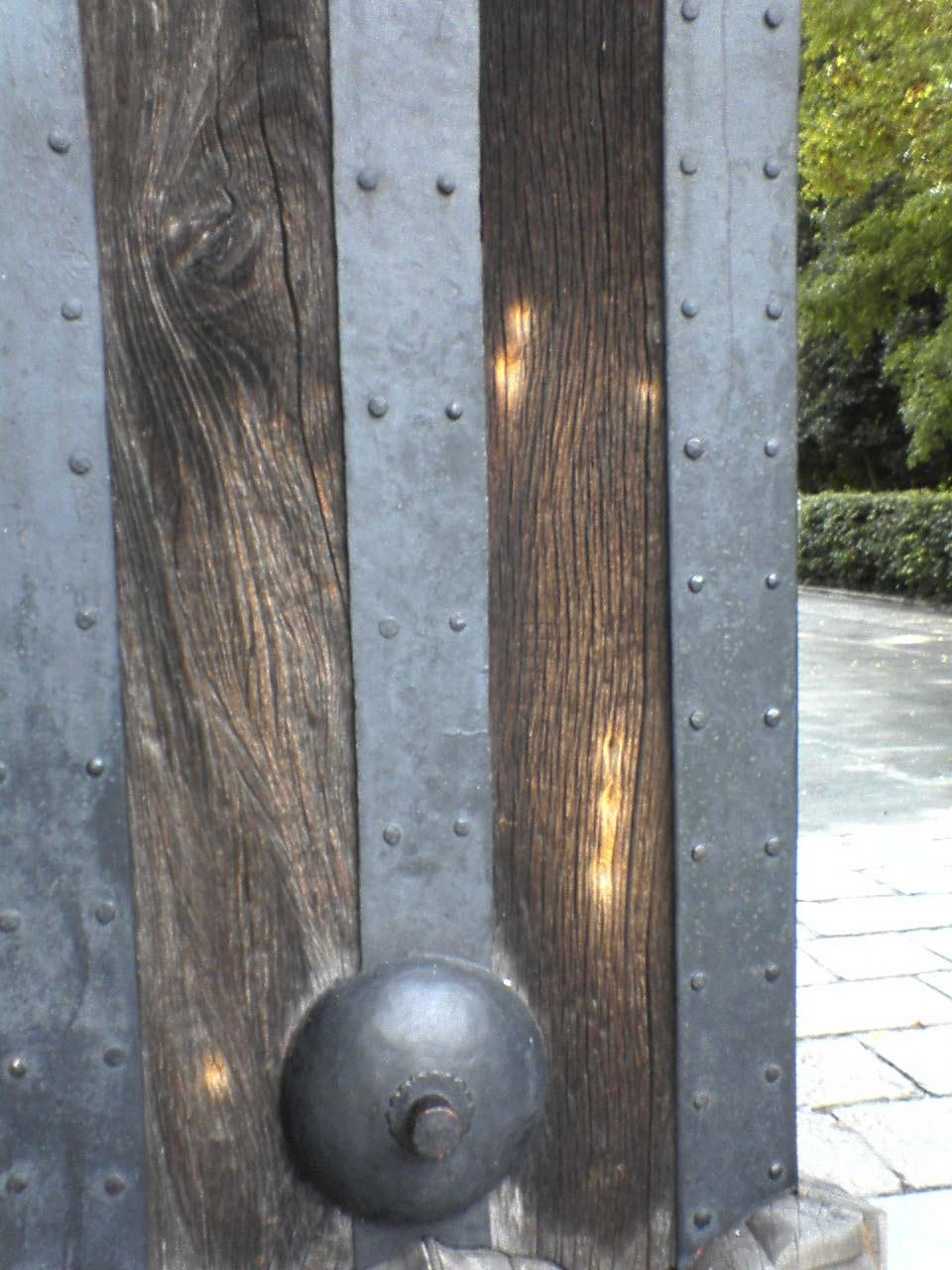
蛤御門の門柱に残る弾痕（2005年10月）

7月19日、御所の西辺である京都蛤御門（京都市上京区）付近で長州藩兵と会津・桑名藩兵が衝突、ここに戦闘が勃発した。一時福原隊と国司信濃・来島隊は筑前藩が守る中立売門を突破して京都御所内に侵入するも、乾門を守る薩摩藩兵が援軍に駆けつけると形勢が逆転して敗退した。狙撃を受け負傷した来島又兵衛は自決した。
真木・久坂隊は開戦に遅れ、到着時点で来島の戦死および戦線の壊滅の報を知ったが、それでも御所南方の堺町御門を攻めた。しかし守る越前藩兵を破れず、久坂玄瑞、寺島忠三郎らは朝廷への嘆願を要請するため侵入した鷹司邸で自害した。遺命を託された入江九一は鷹司邸を塀を乗り越えて脱出したが、その際に越前藩士に発見され、槍で顔面を突かれて死亡した。
帰趨が決した後、落ち延びる長州勢は長州藩屋敷に火を放ち逃走、会津勢も長州藩士の隠れているとされた中立売御門付近の家屋を攻撃した。戦闘そのものは一日で終わったものの、この二箇所から上がった火を火元とする大火「どんどん焼け」により京都市街は21日朝にかけて延焼し、北は一条通から南は七条の東本願寺に至る広い範囲の街区や社寺が焼失した。
生き残った兵らはめいめいに落ち延び、福原・国司らは負傷者を籠で送るなどしながら、大阪や播磨方面に撤退した。天王山で殿となっていた益田隊も敗報を聞くと撤退して、長州へと帰還した。
主戦派であった真木保臣は敗残兵と共に天王山に辿り着いたが、益田らその他の勢は既に離脱しており、合流に失敗した。真木らは兵を逃がし、宮部春蔵ら17名で天王山に立て籠もった。20日に大和郡山藩の降伏勧告を無視し、21日に会津藩と新撰組に攻め立てられると、皆で小屋に立て籠もり、火薬に火を放って自爆死した。大沢逸平はその場を逃れ、真木の遺言を高杉晋作や三条実美らに伝えるために長州藩に向かった。

## 戦後
御所に向かって発砲したこと、藩主父子が国司親相に与えた軍令状が発見されたことも重なり、23日には孝明天皇より藩主・毛利慶親の追討令が発せられ長州藩は朝敵に指定、第一次長州征伐へと繋がる事となる。また、慶親は幕府により、12代将軍・徳川家慶から賜った「慶」の偏諱を剥奪され、「敬親」と改めた。敬親の継嗣・毛利定広も同様に13代将軍・徳川家定から賜った「定」の諱を剥奪され、「広封」と改めた。長州藩兵は履物に「薩賊会奸」などと書きつけて踏みつけるようにして歩いたとされ、薩摩や会津への深い遺恨が後世に伝わっている。
一方、薩摩藩と交戦して死亡した20人の遺体は、薩摩藩により相国寺の塔頭寺院の大光明寺に葬られ、1906年（明治39年）になって毛利家により墓石が建立された。
鷹司邸で戦死した入江ら久坂隊の戦死者の首級は福井藩士が前藩主・松平春嶽に許可を得、同様の戦死者8名と共に福井藩の京の菩提寺である上善寺に手厚く葬られた。その後忘れられていたが、旧福井藩士が毛利家に連絡した為、明治30年代に碑石が修築された。